# Aghdam (ort)
Aghdam (azeriska: Ağdam, ryska: Агдам, armeniska: Հակակու, Hakaku) är en ort i Azerbajdzjan. Den ligger i distriktet Xocavənd Rayonu, i den södra delen av landet, 270 kilometer väster om huvudstaden Baku. Aghdam ligger 1 038 meter över havet och antalet invånare är 145.
Terrängen runt Aghdam är huvudsakligen kuperad, men västerut är den bergig. Närmaste större samhälle är Fizuli, 17,3 kilometer öster om Aghdam.
Trakten runt Aghdam består till största delen av jordbruksmark. Runt Aghdam är det ganska glesbefolkat, med 25 invånare per kvadratkilometer.